# 大森 (さいたま市)
大森（おおもり）は、埼玉県さいたま市岩槻区の大字。郵便番号は339-0017。

## 地理
埼玉県の中央地域で、さいたま市岩槻区の東部に位置しており、東側で越谷市三野宮と隣接する。南側は元荒川を挟んで岩槻区大字末田と隣接する。西側から北側にかけて新方須賀と隣接する。飛び地があり、飛び地の東寄りに新方川が流れる。そのほか須賀用水が流れる。地内は平坦な沖積平野の地形で、全体的には主に圃場整備された水田などの農地で、元荒川沿いの自然堤防上には集落が見られ、大野島越谷線が通る。

## 歴史
もとは江戸期より存在した武蔵国埼玉郡岩槻領に属する大森村であった。古くは新方荘に属していたといわれている。村高は正保年間の『武蔵田園簿』では113石余（田86石余、畑26石余）、『天保郷帳』では168石余であった。化政期の戸数は29軒で、村の規模は東西5町半、南北8町であった。
- 初めは幕府領、1624年（寛永元年）より岩槻藩領[4]。なお、検地は天正10年、慶長3年・17年、寛永7年にそれぞれ実施[5]。
- 1629年（寛永6年）に地区の南端を流れる荒川の流路が変更され、旧流路が元荒川となる。
- 1697年（元禄10年）から1701年（元禄14年）にかけて再び幕府領となるが、後に再び岩槻藩領となる[4]。
- 幕末の時点では埼玉郡に属し、明治初年の『旧高旧領取調帳』の記載によると、岩槻藩領[6]。
- 1871年（明治4年）
  - 7月14日：廃藩置県を迎え、岩槻県[6]の管轄となる[7]。
  - 11月13日：第1次府県統合により埼玉県の管轄となる。
- 1879年（明治12年）3月17日：郡区町村編制法により成立した南埼玉郡に属す。郡役所は岩槻町に設置。
- 1889年（明治22年）4月1日：町村制施行に伴い、大森村・大戸村・大口村・南平野村・長宮村・大野島村・増長村・大谷村・新方須賀村が合併し、川通村が成立。川通村の大字大森となる。
- 1954年（昭和29年）
  - 5月3日：川通村が岩槻町、新和村、和土村、柏崎村、河合村、慈恩寺村と合併し、岩槻町が成立[8][9]。岩槻町の大字となる。
  - 7月1日：岩槻町が市制を施行し、岩槻市となり[9]、同市の大字となる[10]。
- 2005年（平成17年）4月1日：岩槻市がさいたま市に編入合併され、同市岩槻区の大字となる。

## 世帯数と人口
2021年（令和3年）1月1日時点の世帯数と人口は、以下のとおりである。
| 大字     | 世帯数 | 人口  |
| -------- | ------ | ----- |
| 大字大森 | 45世帯 | 110人 |

## 小・中学校の学区
市立小・中学校に通う場合、学区（校区）は以下のとおりとなる。
| 区域 | 小学校                 | 中学校                 |
| ---- | ---------------------- | ---------------------- |
| 全域 | さいたま市立川通小学校 | さいたま市立川通中学校 |

## 交通
地内に鉄道路線は敷設されていない。最寄り駅は、全域が東武鉄道伊勢崎線（東武スカイツリーライン）のせんげん台駅である。

### 道路
- 埼玉県道325号大野島越谷線

## 施設
- 大森香取神社
- 大森公民館
  - 薬師堂
  - 大森公民館子供広場
- 獨協埼玉中学校・高等学校（グラウンド一部）